# Californie terre promise
Pour les articles homonymes, voir California.
Pour plus de détails, voir Fiche technique et Distribution.
Californie terre promise (titre original : California) est un film américain réalisé par John Farrow, sorti en 1947.

## Synopsis
Jonathan Trumbo, un déserteur qui avait été lieutenant de l'armée, est engagé pour guider un train de wagons à destination de la Californie lors de la ruée vers l' or en Californie . Lorsqu'une femme nommée Lily Bishop est accusée de tricherie au poker dans un saloon, le fermier Michael Fabian l'invite à rejoindre le train de wagons malgré les objections acharnées de Trumbo. Trumbo l'accuse également de tricher aux cartes après avoir perdu contre Lily, une insulte qu'elle promet de ne pas oublier.
Lily part avec Booth Pennock, un voyou qui blesse Trumbo avec un fouet avant de partir. Lily se retrouve à Pharaoh City à la tête d'un saloon. La ville est contrôlée par le pharaon Coffin, un ancien marchand d'esclaves qui s'oppose à la loi et à l'ordre et à l'État californien. Après que Trumbo soit impliqué dans une bagarre de saloon, Lily lui ordonne de ne jamais revenir au saloon, mais Trumbo remporte la place dans une partie de poker.
Lily prend à tort Pharaon pour un honnête homme et emménage dans son hacienda. Les hommes de Coffin attaquent Trumbo, qui est secouru sur la piste par des Mexicains et jure de se venger. Lorsque ses blessures guérissent, Trumbo revient et devient un porte-parole de la défense de l'État. Les hommes de main de Coffin tuent Fabian pour des croyances similaires, ce qui amène Lily à finalement voir Coffin pour le méchant fou qu'il est. Trumbo forme un groupe et coince Coffin, qui sombre dans la folie, et Lily lui tire dessus. Trumbo, amoureux de Lily, promet de retourner dans l'armée pour expier sa désertion, dans l'espoir de revenir un jour auprès d'elle.

## Fiche technique
- Titre : Californie terre promise
- Titre original : California
- Réalisation : John Farrow
- Scénario : Frank Butler, Seton I. Miller (non crédité) et Theodore Strauss d'après une histoire de Boris Ingster
- Photographie : Ray Rennahan
- Montage : Eda Warren
- Musique : Victor Young et Gerard Carbonara (non crédité)
- Direction artistique : Hans Dreier et Roland Anderson
- Décors : Sam Comer et Ray Moyer
- Costumes : Edith Head et Gile Steele
- Effets visuels : Gordon Jennings, assisté de Devereaux Jennings (non crédité) et Paul K. Lerpae (non crédité)
- Producteur : John Farrow et Seton I. Miller
- Société de production : Paramount Pictures
- Pays de production :  États-Unis
- Langue : anglais
- Format : couleur (Technicolor) – 35 mm – 1,37:1 – mono (Western Electric Recording)
- Genre : Western
- Durée : 97 minutes
- Dates de sortie : 
  - États-Unis : 14 janvier 1947 (première à New York)
  - France : 18 novembre 1949
- Affiche : Boris Grinsson (France)

## Distribution
- Ray Milland : Jonathan Trumbo
- Barbara Stanwyck : Lily Bishop
- Barry Fitzgerald : Michael Fabian
- George Coulouris : Capitaine Pharoah Coffin
- Albert Dekker : M. Pike
- Anthony Quinn : Don Luís Rivera y Hernandez
- Frank Faylen : Whitey
- Gavin Muir : Booth Pennock
- James Burke : Pokey
- Eduardo Ciannelli : Padre
- Roman Bohnen : Colonel Stuart
- Argentina Brunetti : Elvira
- Howard Freeman : Sénateur Creel
- Julia Faye : Une femme
- Crane Whitley : Abe Clinton
- Will Wright : Chef de convoi

Acteurs non crédités
- Don Beddoe : Stark
- John George : un chercheur d'or
- Gertrude Hoffmann : la vieille dame
- Si Jenks : un vieux colon
- Philip Van Zandt : M. Gunce